# 단엽박쥐속
단엽박쥐속 또는 앤틸리스긴혀박쥐속(Monophyllus)은 주걱박쥐과에 속하는 박쥐 속의 하나이다. 앤틸리스 제도에 분포하며, 2종으로 이루어져 있다.

## 하위 종
- 섬단엽박쥐 또는 작은앤틸리스긴혀박쥐 (Monophyllus plethodon) Miller, 1900
  - † 푸에르토리코긴혀박쥐 (Monophyllus plethodon frater) Anthony, 1917
  - Monophyllus plethodon luciae Miller, 1902
  - Monophyllus plethodon plethodon Miller, 1900
- 리치단엽박쥐 또는 큰앤틸리스긴혀박쥐 (Monophyllus redmani) Leach, 1821
  - Monophyllus redmani clinedaphus Miller, 1900
  - Monophyllus redmani portoricensis Miller, 1900
  - Monophyllus redmani redmani Leach, 1821